# Andropogon alopecurus
Andropogon alopecurus är en gräsart som först beskrevs av Nicaise Auguste Desvaux, och fick sitt nu gällande namn av Eduard Hackel. Andropogon alopecurus ingår i släktet Andropogon och familjen gräs. Inga underarter finns listade i Catalogue of Life.